# Ordre national du Mérite (Malte)

Ruban de Ordre nationa du Mérite

L’ordre national du Mérite (Ordni Nazzjonali tal-Meritu en maltais) est un ordre maltais qui récompense les mérites distingués des citoyens maltais qui se distinguent dans différents domaines d'activité. Seuls les citoyens maltais sont admissibles à être nommés membres de l'Ordre. Toutefois, la qualité de membre honoraire peut être conféré à des ressortissants étrangers qui se sont distingués par leur action dans la promotion et l'encouragement des relations internationales maltaises, ou qui ont gagné le respect et la gratitude des citoyens maltais.
La devise de l'Ordre est « Virtute et Constantia ».
L'ordre national du Mérite comprend quatre grades : compagnon d'honneur (Kumpann tal-Unur),  compagnon (Kumpann), officier (Uffiċjal) et membre (Membru). Pour les ressortissants étrangers il existe six grades : compagnon d'honneur honoraire avec collier (Honorary Companion of Honour with Collar), compagnon d'honneur honoraire (Honorary Companion of Honour), compagnon honoraire avec étoile (Honorary Companion with Breast Star), compagnon honoraire (Honorary Companion), officier honoraire (Honorary Officer) et membre honoraire (Honorary Member).
Pour les citoyens maltais le nombre de récipiendaires vivants est limité. En plus des présidents et des premiers ministres passés et présents qui sont membres de droit, il ne peut y avoir que trois autres membres au grade de compagnon d'honneur à un moment donné. Dans les autres grades le maximum à un moment donné est de douze compagnons, vingt officiers et cent membres. La nomination annuelle, hors membres d'honneur, ne peut excéder deux compagnons, trois officiers et dix membres.
Les personnes nommées à l'ordre national du Mérite ont le droit, aux termes de la loi, de placer après leurs noms : KUOM dans le cas des compagnons d'honneur, KOM pour les compagnons, UOM pour les officiers et MOM pour les membres.